# Fußfall

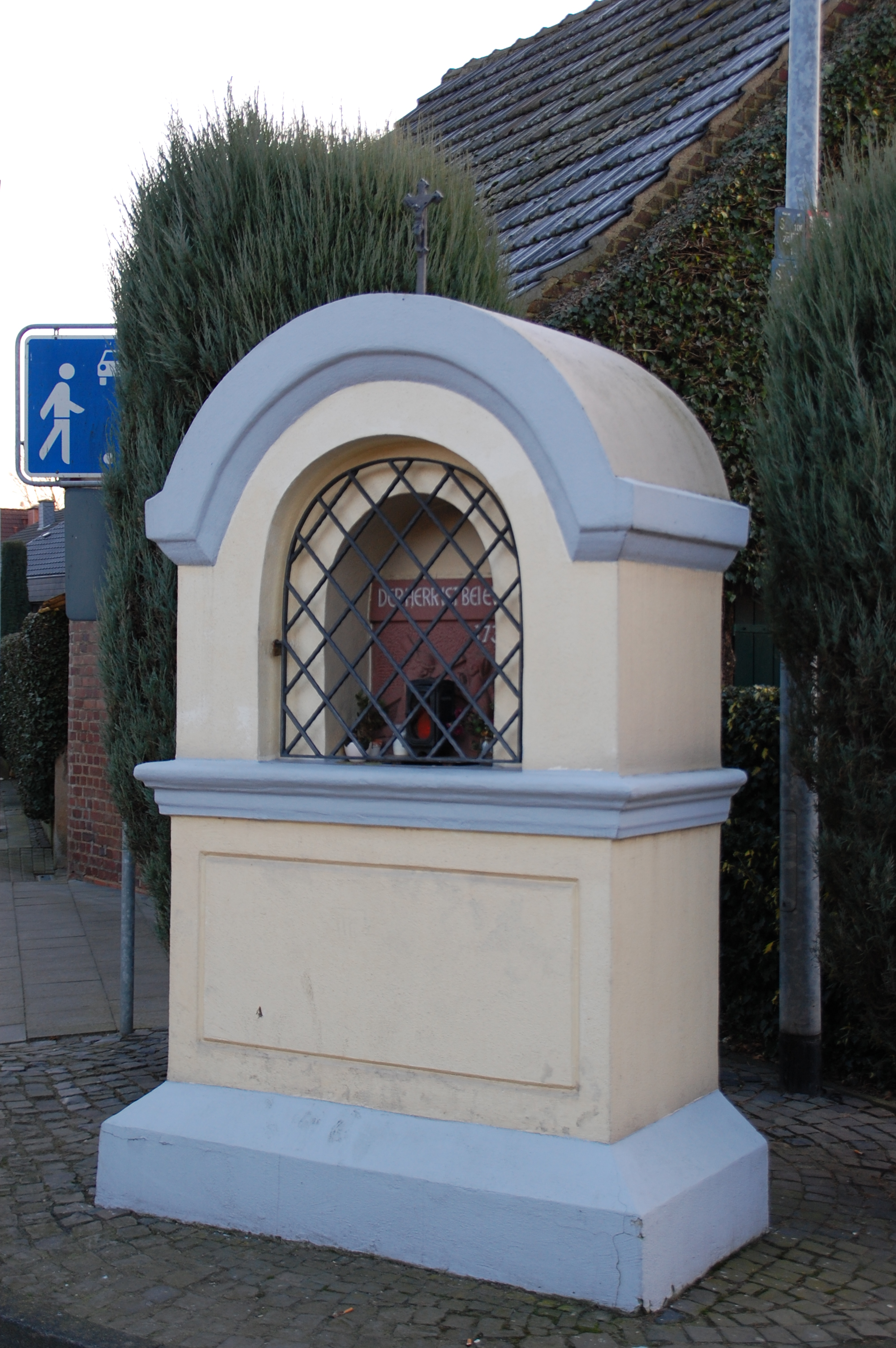
Das „Fußfällchen“, Bildstock in Gymnich

Der Begriff Fußfall bezeichnet das Niederknien (Kniefall) als Geste der Ehrerbietung, Unterwerfung, Verehrung oder Anbetung.
Im übertragenen Sinn bezeichnet der Begriff einen religiösen Bildstock, an dem man niederkniet.

## Fußfall im säkularen Bereich
Einen Fußfall tat man, wenn man ein besonderes Anliegen an eine hochgestellte Persönlichkeit hatte, indem man ihr in den Weg trat und zu ihren Füßen auf die Knie fiel. Diese Form der Selbstdemütigung machte es dem Angesprochenen der Etikette nach nicht leicht, an dem Bittsteller vorüberzugehen, vor allem wenn dieser von Stande war. Der Angesprochene musste das Anliegen anhören und dann bescheiden.
Eine historische Dimension erhielt der Kniefall Kaiser Friedrich Barbarossas 1176 in Chiavenna vor seinem Vetter, Heinrich dem Löwen: Das kaiserliche Heer in Norditalien benötigte dringend Verstärkung, weshalb Barbarossa den seinerzeit mächtigsten Reichsfürsten und Herzog von Bayern und Sachsen Heinrich zur Heerfolge aufforderte und um ein Treffen am Comer See bat. Wenn sich vielleicht noch Ausflüchte für die Verweigerung der Waffenhilfe hätten finden lassen, wäre eine Weigerung, der persönlichen Einladung des Kaisers Folge zu leisten, jedoch als offene Kampfansage verstanden worden. Deshalb machte sich Heinrich notgedrungen auf den Weg nach Chiavenna, wo ihn Barbarossa nicht nur daran erinnerte, wem er einen beträchtlichen Teil seiner Macht zu verdanken und wer ihn gegen die Klagen der Fürsten mehrmals geschützt hatte, sondern zu guter Letzt als Mann großer Gesten vor seinem Vasallen und Vetter auf die Knie fiel, um ihn zur Heerfolge zu bewegen. Legenden unterstreichen die dramatische Szene: Dem Kaiser soll dabei die Krone vom Kopf gefallen sein und die Kaiserin soll sich zu scharfen Worten haben hinreißen lassen. Höchstwahrscheinlich hat der Kaiser die Krone bei dieser Gelegenheit gar nicht getragen, und Kaiserin Beatrix dürfte sich bei solch hochpolitischen Gesprächen nicht eingemischt haben. Heinrich sah sich vielleicht von Friedrich in die Enge getrieben oder sah wahrscheinlich eine günstige Gelegenheit, jedenfalls machte er seine militärische Hilfe von der Bedingung abhängig, dass der Kaiser ihm die Kaiserpfalz und Reichsstadt Goslar mit ihren reichen Silberminen überlasse. Damit hatte der Welfenherzog den Bogen überspannt, der Kaiser verließ über die Dreistigkeit empört wortlos den Raum. Das staufisch-welfische Verhältnis erfuhr damit ein neues Zerwürfnis, das mit dem erneuten Einzug des welfischen Lehens der Herzogtümer Sachsen und Bayern und dem Exil Heinrichs vorläufig endete.
Eine Schlüsselszene des Romans Schach von Wuthenow von Theodor Fontane schildert einen solchen Fußfall vor dem preußischen König.

## Fußfall im religiösen Bereich
Feiertag äthiopischer Juden (Beta Israel):

### Sieben Fußfälle
Ein Gang zu den „Sieben Fußfällen“ als Bittgang – häufig den Verstorbenen gewidmet – ist eine der ältesten Formen des Kreuzwegs und z. B. im Rheinland als Sterbebrauch heute noch bekannt. Mancherorts sind Bildstöcke mit Motiven aus dem Kreuzweg erhalten, die die Stationen des Bittgangs darstellten und vor denen niedergekniet wurde. Diese Bildstöcke heißen im Volksmund ebenfalls „Fußfälle“ oder „Fußfallsteine“.